# Sabine Achour

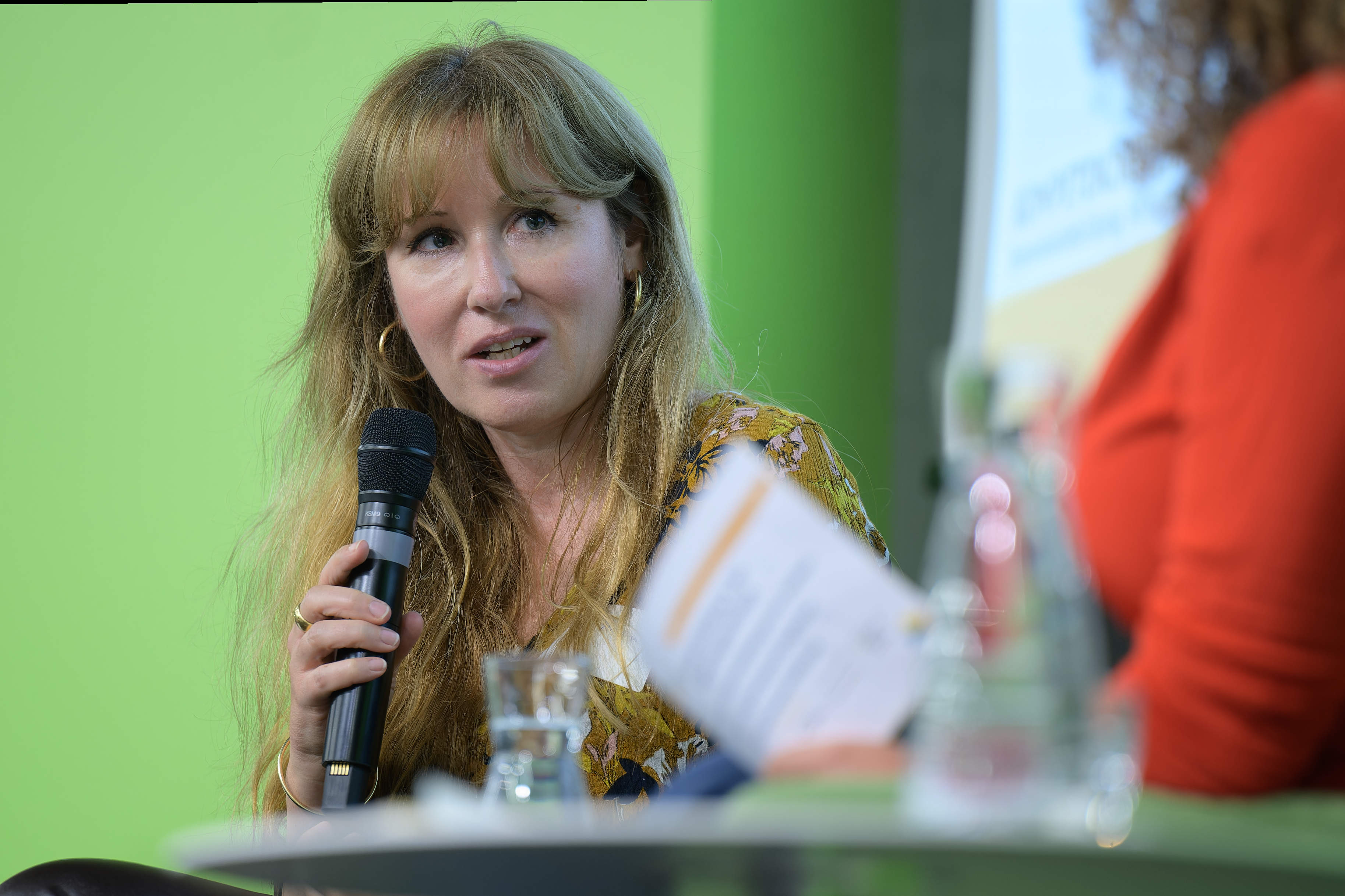
Sabine Achour, 2023

Sabine Achour (geb. 1973 als Sabine Krüger) ist eine deutsche Politikwissenschaftlerin. Sie ist seit Oktober 2018 Professorin für Politikdidaktik und Politische Bildung am Otto-Suhr-Institut für Politikwissenschaft an der Freien Universität Berlin.

## Leben
Achour besuchte ab 1984 bis 1993 das Goethe-Gymnasium in Berlin-Wilmersdorf und war Studienrätin für die Fächer Politik, Geschichte, Latein. Für ihre Dissertation Bürger muslimischen Glaubens. Politische Bildung im Kontext von Migration, Integration und Islam bei Peter Massing an der FU Berlin hat sie 2015 den Walter-Jacobsen-Preis für politische Bildung erhalten. 2015 bis 2018 war sie Professorin für die Didaktik der politischen Bildung an der Philipps-Universität Marburg sowie Gastprofessorin am Otto-Suhr-Institut für Politikwissenschaft.
Im Zentrum ihrer Forschungen steht der Umgang in einer pluralistischen Demokratie mit zunehmender Vielfalt, Flucht und Migration, Inklusion, durchgängiger Sprachbildung und religiöser Pluralität. Das geht einher mit der Frage, wie politische Bildung Lernende sowie Lehrende darauf vorbereiten kann.
Sie ist Mitherausgeberin der Zeitschrift Politikum (seit 2017) und Wochenschau für den Politikunterricht (seit 2015) für den Politikunterricht. Achour gehört zu den Gründungsmitgliedern des Interdisziplinären Zentrums für Inklusionsforschung Berlin (ZfIB) an der Humboldt-Universität zu Berlin.
Seit Dezember 2012 ist sie Vorsitzende des Landesverbandes Berlin der Deutschen Vereinigung für politische Bildung (DVPB).

## Schriften
- mit Susanne Wagner: „Wer hat, dem wird gegeben.“ Politische Bildung an Schulen. Bestandsaufnahme, Rückschlüsse und Handlungsempfehlungen. Berlin: Friedrich-Ebert-Stiftung, 2019[4]
- mit Thomas Gill (Hrsg.): Was politische Bildung alles sein kann. Einführung in die Politische Bildung. Schwalbach/Ts.: Wochenschau Verlag, 2017 ISBN 978-3734405563
- Bürger muslimischen Glaubens. Politische Bildung im Kontext von Migration, Integration und Islam. Schwalbach/Ts.: Wochenschau Verlag, 2013 ISBN 978-3899748482

## Einzelbelege
1. ↑  Sabine Achour - Deutsche Digitale Bibliothek. Abgerufen am 23. April 2022.
2. ↑  Katalog der Deutschen Nationalbibliothek. Abgerufen am 23. April 2022.
3. 1 2  Krueger Sabine - Personensuche | StayFriends. Abgerufen am 8. März 2022.
4. ↑  „Wer hat, dem wird gegeben.“ Untersuchung zur politischen Bildung. In: Politische Bildung in Berlin. 7. Juni 2019, abgerufen am 16. Juli 2020 (deutsch).

| Personendaten    | Personendaten                     |
| ---------------- | --------------------------------- |
| NAME             | Achour, Sabine                    |
| KURZBESCHREIBUNG | deutsche Politikwissenschaftlerin |
| GEBURTSDATUM     | 1973                              |